# CP-4 Bajo Emanuel
CP-4 Bajo Emanuel es un caserío peruano ubicado en el distrito de Las Lomas, perteneciente a la provincia y departamento de Piura, al norte del Perú. 

## Ubicación
CP-4 Bajo Emanuel se ubica al norte de la provincia de Piura, en el distrito de Las Lomas, en el departamento de Piura.

## Demografía
En 2017 CP-4 Bajo Emanuel tenía una población de 194 habitantes.
| Gráfica de evolución demográfica de CP-4 Bajo Emanuel entre 1993 y 2017 |
|                                                                         |
| Fuentes: Población 1993 y 2017                                          |